# Сваровски, Ханс
Ханс Сваровски — австрийский дирижёр и музыкальный педагог. С 1946 года — профессор в Университете музыки и исполнительского искусства в Вене.
Мать, Леопольдина Сваровски (1881–1970), дочь венского полицейского инспектора и актрисы Венского народного театра, родила Ханса вне брака и переехала перед родами, как это было принято в то время при таких обстоятельствах, на несколько месяцев в Будапешт.
Относительно отца нет определенной ясности: скорее всего, это был доктор Йозеф Кранц (1862 - 1934); сам Ханс считал себя сыном сыном эрцгерцога Отто Франца Иосифа (отца последнего австрийского императора Карла I), с которым у его матери также была связь; в 1933 году Леопольдина делает нотариальное заявление, объявляя промышленника Людвига Зенка (мужа ее сестры Марии) биологическим отцом - защитное заявление как «арийское доказательство» для сына; Сын Зенка Людвиг (1900-1949) также был композитором, дирижером, членом кружка Шенберга и ближайшим другом детства Сваровски. Д-р Йозеф Кранц, банкир и промышленник, происходящий из семьи польских раввинов в Освенциме, всего за несколько лет стал одним из самых богатых людей в австрийской монархии. Он обожал изобразительное искусство, обладал большой коллекцией картин и скульптур, поддерживал современную литературу и любил музыку; во время отношений с доктором Кранцем  Леопольдина родила также  дочь Жозефину.
Изучал историю искусства и философию в Венском университете. С 1920 года он брал уроки по теории музыки и дирижированию у Арнольда Шёнберга, а затем у Антона Веберна. После работы в качестве аккомпаниатора он работал наставником в венской «Фольксопер», а затем в Оперном театре Штутгарта. Он был тогда первым капельмейстером и оперным режиссёром в театре Геры, прежде чем он был вынужден в 1934 году стать капельмейстером в Гамбургской государственной опере, а в 1935 году в Берлинской государственной опере. После предполагаемого профессионального запрета в 1936 году Сваровски работал с 1937 по 1940 год в Цюрихском оперном театре, прежде чем вернулся в национал-социалистический Третий рейх. По приглашению Рихарда Штрауса и Клеменса Крауса Сваровски работал над либретто оперы «Каприччио» (немецкая версия сонета Ронсара «Kein Andres, das mir so im Herzen loht» принадлежит ему). Он также перевёл множество старых оперных текстов на немецкий язык.
С 1940 по 1944 год он также работал драматургом на Зальцбургском фестивале. С 1944 года до своего последнего концерта 9 января 1945 года он был главным дирижёром филармонического оркестра генерал-губернаторства в Кракове в оккупированной Польше, где руководил премьерной постановкой спектакля Ханса Пфицнера «Krakauer Begrüßung», который был посвящён Гансу Франку.
После окончания Второй мировой войны Сваровски, который в то время находился в Штутгарте, состоял кратковременно в «сером списке» военного правительства США. С 1946 по 1947 год он был главным дирижёром Венского симфонического оркестра, режиссёром оперного театра в Граце в 1947—1950 годах. В результате он посвятил себя прежде всего преподавательской деятельности. Многие из самых известных дирижёров последних десятилетий приходят из его школы, такие, как Клаудио Аббадо, Алексеев Александр Васильевич, Дмитриев Александр Сергеевич, Пауль Ангерер, Рудольф Библ, Мильтиадес Каридис, Вольфганг Харрер, Габриэль Хмура, Хесус Лопес Кобос, Йорам Давид, Жак Делакот, Адам и Иван Фишер, Теодор Гушлбауэр, Эрвин Ортнер, Кристоф Хаас, Раймунд Хуг, Манфред Хусс, Марис Янсонс, Мигель Гомес Мартинес, Зубин Мета, Джеймс Аллен Гaрес, Роберто Патерностро, Генрих Шифф, Петер Шнайдер, Карл Соллак, Марио Венцаго, Бруно Вайль и Ханс Цанотелли.
В 1964 вступил в Берлине в масонскую ложу "К трем Серафимам".
В 1973 провел тур по Японии с симфоническим оркестром NHK. Последний его концерт был в Буэнос-Айресе в театре Колон 19 июня 1975 года: симфония Моцарта "Юпитер" и Вторая симфония Брамса.
Статьи и лекции Сваровски были опубликованы в сборнике Манфреда Гуса «Wahrung der Gestalt», который является «библией» по вопросам интерпретации и практики исполнения.
Могила Сваровски находится на центральном кладбище Вены (группа 32 C, номер 40).